# Theodoor de Sleepboot
Theodoor de Sleepboot, oorspronkelijke naam Theodore Tugboat, is een Canadees kinderprogramma voor peuters, naar een idee van Andrew Cochran. Denny Doherty sprak de stem in van de havenmeester. Voor de Nederlandse versie was Jan Nonhof niet alleen de verteller, maar deed ook alle stemmen. De Nederlandse nasynchronisatie werd verzorgd door Wim Pel Productions. De serie werd van 5 juli 1993 tot 12 oktober 2001 uitgezonden door CBC. In Nederland werd de serie door de KRO uitgezonden. Het eerste seizoen wordt in Nederland aangeboden door Netflix.